# MTV Video Music Awards 2003
Gli MTV Video Music Awards 2003 hanno avuto luogo il 28 agosto 2003 presso il Radio City Music Hall di New York. Questa 20ª edizione, che ha premiato i migliori video musicali prodotti tra il 1º giugno 2002 e il 9 giugno 2003, fu presentata da Chris Rock. 
Lo spettacolo è ricordato soprattutto per la celebre esibizione d'apertura in cui Madonna baciò sulle labbra Britney Spears e Christina Aguilera.

## Cerimonia

### Presentatori

#### Pre-spettacolo
- Carmen Electra, Dave Navarro e Iann Robinson hanno presentato il miglior video innovativo e la miglior regia.

#### Spettacolo principale
- LeBron James e Ashanti hanno presentato il miglior video hip-hop.
- Tony Hawk e Bam Margera hanno introdotto i Good Charlotte.
- Kelly Clarkson e Ludacris hanno presentato il miglior video R&B.
- Gli Evanescence (Amy Lee e Ben Moody) e Sean Paul hanno presentato il miglior video da un film.
- Nelly e Murphy Lee hanno introdotto Christina Aguilera.
- Kelly Osbourne e Avril Lavigne hanno presentato il premio in onore della carriera dei Duran Duran.

### Esibizioni

#### Pre-spettacolo
- Sean Paul - Like Glue/Get Busy/Gimme the Light
- Black Eyed Peas - Where Is the Love?

#### Spettacolo principale
- Madonna, Britney Spears, Christina Aguilera e Missy Elliott - Like a Virgin/Hollywood/Work It
- Good Charlotte - The Anthem
- Christina Aguilera (featuring Redman e Dave Navarro) - Dirrty/Fighter
- 50 Cent (featuring Snoop Dogg) - P.I.M.P.
- Mary J. Blige (featuring Method Man e 50 Cent) - All I Need/Love @ 1st Sight/Ooh!/Family Affair
- Coldplay - The Scientist
- Beyoncé (featuring Jay-Z) - Baby Boy/Crazy in Love
- Metallica - Are You Gonna Go My Way/Smells Like Teen Spirit/Seven Nation Army/Beat It Medley/Frantic

## Vincitori e candidati
I vincitori sono indicati in grassetto.

### Video dell'anno
- Missy Elliott - Work It
- 50 Cent - In da Club
- Johnny Cash - Hurt
- Eminem - Lose Yourself
- Justin Timberlake - Cry Me a River

### Miglior video maschile
- Justin Timberlake - Cry Me a River
- 50 Cent - In da Club
- Johnny Cash - Hurt
- Eminem - Lose Yourself
- John Mayer - Your Body Is a Wonderland

### Miglior video femminile
- Beyoncé (featuring Jay-Z) - Crazy in Love
- Christina Aguilera (featuring Redman) - Dirrty
- Missy Elliott - Work It
- Avril Lavigne - I'm With You
- Jennifer Lopez - I'm Glad

### Miglior video di un gruppo
- Coldplay - The Scientist
- B2K (featuring Diddy) - Bump, Bump, Bump
- The Donnas - Take It Off
- Good Charlotte - Lifestyles of the Rich and Famous
- The White Stripes - Seven Nation Army

### Miglior video hip-hop
- Missy Elliott - Work It
- Busta Rhymes (featuring Mariah Carey & Flipmode Squad) - I Know What You Want
- Jay-Z (featuring Beyoncé) - '03 Bonnie & Clyde
- Nelly - Hot in Herre
- Snoop Dogg (featuring Pharrell Williams & Uncle Charlie Wilson) - Beautiful

### Miglior video pop
- Justin Timberlake - Cry Me a River
- Christina Aguilera (featuring Redman) - Dirrty
- Kelly Clarkson - Miss Independent
- Avril Lavigne - Sk8er Boi
- No Doubt (featuring Lady Saw) - Underneath It All

### Miglior video rock
- Linkin Park - Somewhere I Belong
- Evanescence (featuring Paul McCoy) - Bring Me to Life
- Good Charlotte - Lifestyles of the Rich and Famous
- Metallica - St. Anger
- The White Stripes - Seven Nation Army

### Miglior video dance
- Justin Timberlake - Rock Your Body
- Christina Aguilera (featuring Redman) - Dirrty
- Jennifer Lopez - I'm Glad
- Britney Spears - Boys
- Mýa - My Love Is like...Wo
- Sean Paul - Get Busy

### Miglior video rap
- 50 Cent - In da Club
- Eminem - Lose Yourself
- Ludacris (featuring Mystikal) - Move
- Nas - I Can
- Tupac feat. Nas - Thugz Mansion

### Miglior artista esordiente
- 50 Cent - In da Club
- The All-American Rejects - Swing Swing
- Kelly Clarkson - Miss Independent
- Evanescence (featuring Paul McCoy) - Bring Me to Life
- Sean Paul - Get Busy

### Miglior video da un film
- Eminem - Lose Yourself
- JC Chasez - She's Blowin Me Up
- Madonna - Die Another Day
- Britney Spears (featuring Pharrell Williams) - Boys (The Co-Ed Remix)

### Miglior regia
- Coldplay - The Scientist
- Johnny Cash - Hurt
- Missy Elliott - Work It
- Sum 41 - The Hell Song
- Justin Timberlake - Cry Me a River

### Miglior direttore artistico
- Radiohead - There There
- Johnny Cash - Hurt
- Missy Elliott - Work It
- Jennifer Lopez - I'm Glad
- Queens of the Stone Age - Go with the Flow

### Miglior coreografia
- Beyoncé (featuring Jay-Z) - Crazy in Love
- Christina Aguilera (featuring Redman) - Dirrty
- Jennifer Lopez - I'm Glad
- Mýa - My Love Is like...Wo
- Justin Timberlake - Rock Your Body

### Miglior fotografia
- Johnny Cash - Hurt
- Missy Elliott - Work It
- No Doubt (featuring Lady Saw) - Underneath It All
- Radiohead - There There

### Miglior montaggio
- The White Stripes - Seven Nation Army
- Johnny Cash - Hurt
- Missy Elliott - Work It
- Kenna - Freetime
- Radiohead - There There

### Miglior effetti speciali
- Queens of the Stone Age - Go with the Flow
- Missy Elliott - Work It
- Floetry - Floetic
- Radiohead - There There
- The White Stripes - Seven Nation Army

### Video innovativo
- Coldplay - The Scientist
- Floetry - Floetic
- Kenna - Freetime
- Queens of the Stone Age - Go with the Flow
- Sum 41 - The Hell Song

### Scelta del pubblico
- Good Charlotte - Lifestyles of the Rich and Famous
- 50 Cent - In Da Club
- Beyoncé (featuring Jay-Z) - Crazy in Love
- Kelly Clarkson - Miss Independent
- Eminem - Lose Yourself
- Justin Timberlake - Cry Me a River

### MTV2 Award
- AFI - Girls Not Grey
- Common feat. Mary J. Blige - Come Close
- Interpol - PDA
- Queens of the Stone Age - No One Knows
- The Roots feat. ChestnuTT - The Seed 2.0